# 三義木雕博物館

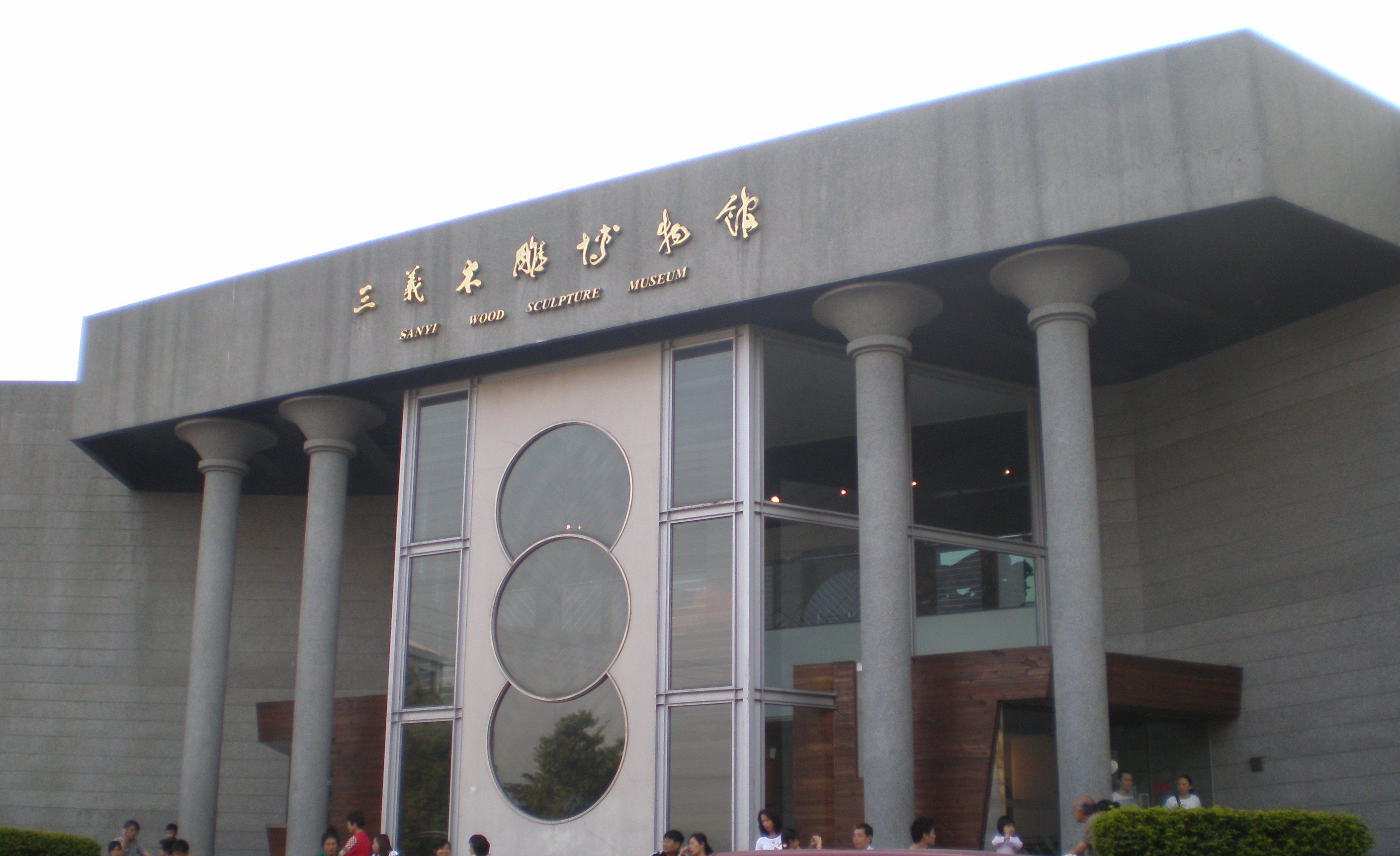
三義木雕博物館。

三義木雕博物館位於臺灣苗栗縣三義鄉廣盛村廣聲新城88號，為臺灣苗栗縣三義鄉的一間博物館，前身為「三義木雕藝術展示館」，於1995年4月9日開館，隸屬於苗栗縣政府國際文化觀光局，為臺灣唯一以木雕為專題之公立博物館。建館目標以發揚木雕為主，兼負木雕蒐集、典藏、展示、研究、推廣、維護與創新。

## 歷史
1990年3月，臺灣省政府建設廳為推廣木雕藝術興建展示館；1990年5月，臺灣行政院文化建設委員會依據「發展地方特色館」方案，擇定苗栗縣以三義木雕為地方特色，1992年列入國家建設六年計畫專案工程，設立木雕專題博物館。
1995年4月，博物館正式開館，建築主體規劃二樓及地下一樓。
2003年5月，行政院文化建設委員會專款興建二館，增闢木雕教學、展示、典藏、圖書資料室等空間。二館展覽空間為木紋清水模牆面，同年獲得台灣建築獎。二館新增三樓和四樓，因此增加了不少空間。

## 館藏特色
木雕博物館的展示主題包括雕刻藝術的起源、中國雕塑歷代風貌、南島民族木雕、三義木雕源流、建築家具、寺廟宗教、複合媒材、當代藝術邀請展及木雕藝術特展等九部份，展現木雕藝術之美和菁華。。

## 外部連結
- 三義木雕博物館（页面存档备份，存于）
- 三義木雕博物館-照片影片（页面存档备份，存于）

24°24′21″N 120°45′40″E / 24.405821°N 120.761127°E